# 名鉄バス豊田営業所
名鉄バス豊田営業所（めいてつバスとよたえいぎょうしょ）は、愛知県豊田市神田町にある名鉄バスの営業所。所属略号は豊。

## 概要
1959年（昭和34年）4月1日、それまでの名古屋鉄道平戸橋自動車営業所を廃止し、挙母自動車営業所として設置された。
名古屋鉄道から名鉄バスの分社化に伴い、名鉄バスの営業所となる。
2006年以降、車両には豊田ナンバーのプレートが付いている。それ以前は三河ナンバーであった。構内には名鉄自動車整備がある。

名鉄バスから地域子会社として名鉄バス東部が分社化されると、名鉄バス東部豊田営業所となり、名鉄バス本体からの委託路線を運行していた。
2018年7月に名鉄バス東部が名鉄バスへ吸収合併され、再び名鉄バス豊田営業所に戻った。manacaおよびTOICAは直営路線およびおいでんバスで利用可能。
豊田地区の一般路線および、とよたおいでんバスの豊田・渋谷線、旭・豊田線、小原・豊田線、藤岡・豊田線（西中山経由）、保見・豊田線、土橋・豊田東環状線（豊栄交通と共同）の運行を担当している。
豊田スタジアムでサッカーの試合などがある場合は、豊田市駅東口・トヨタ自動車本社駐車場などから臨時のシャトルバスを運行している（岡崎、知立、名古屋営業所などから応援車両が来ることもある）。

## 現行路線

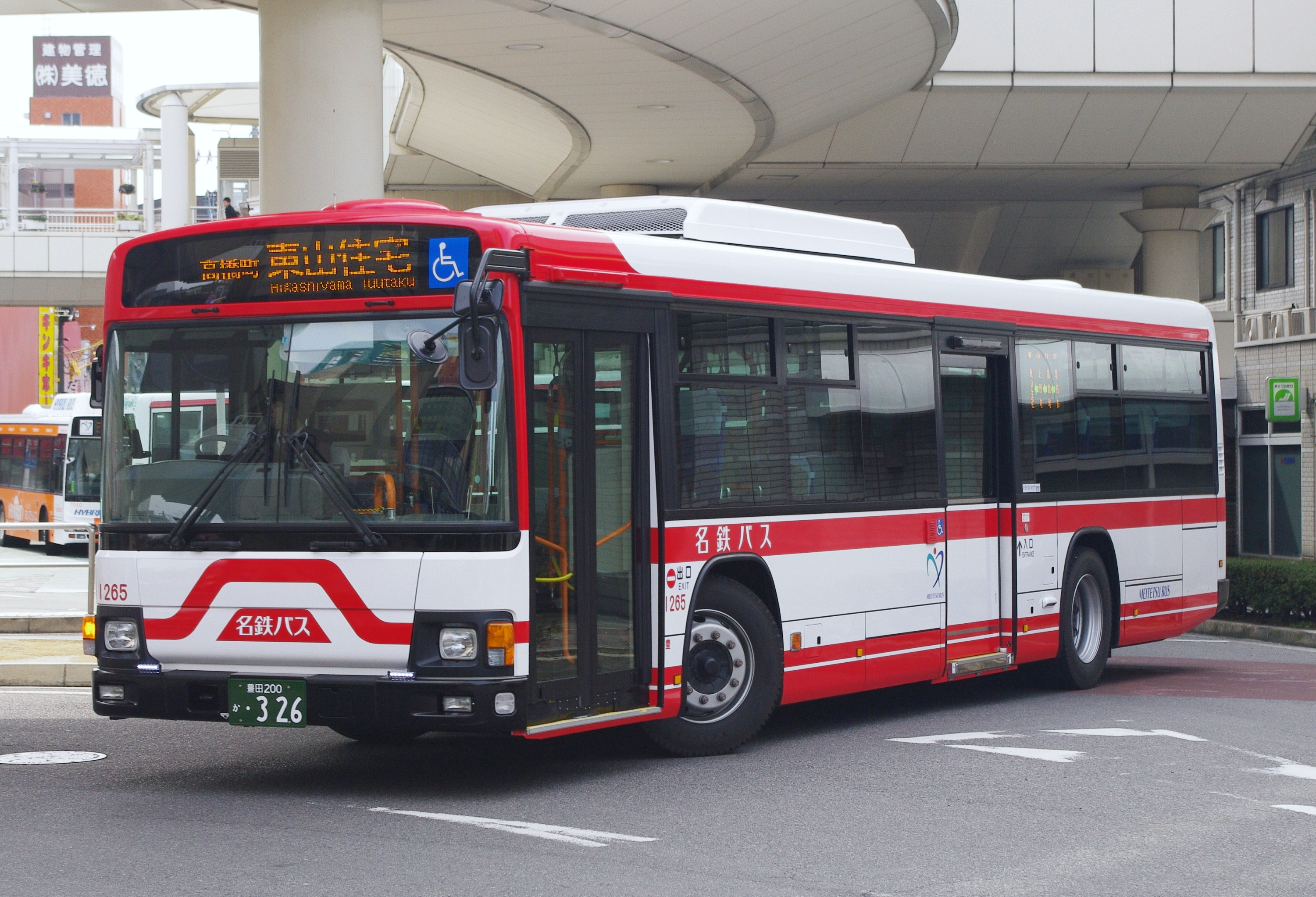
豊田営業所の所属車両（1265）

### 空港特急バス 豊田・中部国際空港線
- 【NGO(空港行き)】【TY(豊田市行き)】

直通便 豊田市(名鉄トヨタホテル前) - 中部国際空港
豊田市 - トヨタ元町工場前 - 東名豊田 - 東名三好 - 東名日進 - 中部国際空港
- 【NGO(空港行き)】【TM(豊田市行き)】

豊田市 - トヨタ本社前 - 三河豊田駅前 - 大林 - 東名上郷 - 中部国際空港
当路線は、新型コロナウイルス感染症の影響により、2021年1月より運行を休止していたが、同年3月19日より、【NGO】中部国際空港 - 【TY】豊田市(名鉄トヨタホテル前)を直通運行する路線として、運行を再開している。

### 矢並線
- 【60】豊田市 - 高橋町 - 鞍ヶ池東
- 【61】豊田市 - 鞍ヶ池東 - 足助

豊田市から矢並を通り則定で岡崎からの足助街道に合流、追分からは国道153号線を足助まで運行する路線である。国道153号線平戸橋・西中金・足助経由で稲武まで運行していた稲武線は1999年に足助以北を廃止、豊田足助線となり、その後2002年に廃止となったが、矢並線は大きな変化も無く運行されている。

### 豊田東市内線
- 【64】豊田市 - 美里 - 志賀ニュータウン - 古瀬間町
- 【65】豊田市 - 豊田スタジアム - 美里 - 志賀ニュータウン - 古瀬間町 - 古瀬間墓園（土休日のみ豊田スタジアム・古瀬間墓園乗り入れ）

### 星ヶ丘・豊田線
- 【53】豊田市 - 衣ヶ原 - 三好 - 和合 - 赤池駅
- 【54】豊田市 - 衣ヶ原 - 三好
- 【50】豊田市 - 新屋 - イオン三好店アイモール前 - 三好
- 【51】豊田市 - 新屋 - イオン三好店アイモール前 - 三好 - 和合 - 赤池駅
- 【52】三好 - 和合 - 赤池駅
- 【15】イオン三好店アイモール前 - 諸輪 - 御岳 - 赤池駅

豊田市駅からみよし市中心部を経由して赤池駅までを結ぶ路線。全区間通しの場合名鉄豊田線より所要時間が長く運賃も高いが、東郷町やみよし市と各方面を行き来する利用者が多いため衣ヶ原経由、新屋経由とも平日日中は概ね毎時2本（土休日日中は毎時1本）運行されている。
2018年1月15日より、新たに箕ノ手北停留所が新設された。
元を辿れば、1913年に愛知県初の乗合自動車路線として東田町 - 平戸橋間で開通した尾三自動車の路線である。当時の名鉄自動車による買収を経て、名鉄バスの挙母線として、名古屋 - 豊田間を飯田街道経由で運行していた。名古屋方は東田町・名古屋駅・名鉄バスセンターと始発地を変えながら運行していたが、1971年に星ヶ丘発となり、星ヶ丘・豊田線に名称変更された。2004年、赤池駅までに短縮されて現在に至る。
2020年9月からは途中の和合西口停留所の近くにあるららぽーと愛知東郷へのアクセス手段としても使われている。
2021年には緊急事態宣言の発出によって名鉄バスの他路線が最終便の繰り上げ（始発停を21:30に出る便をもって当日の運行を終了）を行う中、唯一繰り上げ対象にならなかった。

### 豊田西市内線
- 【55】豊田市 - 衣ヶ原 - 聖心寮

### 豊田市内線
- 【68】豊田市 - 三河豊田駅前 - トヨタ本社前 - 前山小学校前
- 【69】豊田市 - 三河豊田駅前 - トヨタ本社前 - トヨタ記念病院

豊田市駅から三河豊田駅・トヨタ本社を経て前山小学校前とトヨタ記念病院へ向かう路線、元は前山小学校前から先、矢作川畔の水源橋までの運行で、前山から長興寺を循環し司町から豊田市駅に戻る循環系統や御立経由・今町経由の設定もあった。

### 名商大線
- 【10】米野木駅 - 名商大前
- 【11】米野木駅 - 名商大

当初は名鉄バスセンターから星ヶ丘・日進役場前を経由して名商大までの路線で石神経由と梅森経由の2経路があったが、岩藤線とともに星ヶ丘まで短縮され、更に米野木駅までとされて現在に至る。なお、本米野木 - 名商大前は県道58号線を走るが、このルートは旧飯田街道にあたり、かつては八事方面から名飯線や足助線が三ヶ峯峠を越え、保見・平戸橋を抜けて足助方面へ走っていた。
日中の便は毎時1本程度で、大学構内にある名商大停留所を発着している。
- 赤池駅 - 公園西駅
  - 赤池駅 - 蟹甲 -米野木 -名古屋商科大学 - 愛・地球博記念公園西口 - 公園西駅
    - 2023年10月1日より、名古屋市営地下鉄鶴舞線、名鉄豊田線の赤池駅より、名古屋商科大学、愛・地球博記念公園西口を経由して、公園西駅を結ぶ路線バスの試験運行が開始された。当初2024年3月31日までの予定であったが、2024年4月より、特定日運行として引き続き運行されている[2]。2024年9月30日までは名古屋営業所の担当だった。
- 名商大スクールバス
  - 公園西駅 - 名商大 - 名商大前
  - 赤池駅 - (直行) - 名商大前 - 名商大
  - 赤池駅 - 浅田西 - 蟹甲 - 米野木 - 名商大前 - 名商大
    - スクールバスではあるが、一般客も利用可能。赤池駅発着便の一部は浅田西から米野木までの各停留所でも乗降できる[3]。2024年9月30日までは名古屋営業所の担当だった。

### 東郷・藤田医大バス
- ららぽーと愛知東郷 - 藤田医科大学病院
  - 2021年4月1日より、ららぽーと愛知東郷と、豊明市にある藤田医科大学病院を直通で結ぶ路線の運行を開始した。
  - 平日のみ6往復運行しており、土日祝日及び年末年始（12月29日から1月3日まで）は運休である。
  - 運賃は300円で、東郷町のコミュニティバスの扱いであるため他の路線との乗継割引はない。また、マイレージポイントもつかない。じゅんかい君とは異なり、manacaなどのICカードは他の路線と同様に使用できる。
  - この路線は愛教大線や祐福寺線とは異なり旧道ではなく愛知県道57号瀬戸大府東海線バイパスを経由する。途中に停留所は存在しない。

### とよたおいでんバス
豊田市のコミュニティバス「とよたおいでんバス」の以下の路線を受託運行している。
- 【25】おいでんバス豊田・渋谷線
- 【5】おいでんバス旭・豊田線
- 【2】おいでんバス小原・豊田線
- 【2】おいでんバス藤岡・豊田線（西中山経由）
- 【21】おいでんバス保見・豊田線
- 【26】おいでんバス土橋・豊田東環状線（豊田市、トヨタ記念病院、五ヶ丘ニュータウン、三河豊田駅前経由）
  - 土橋・豊田東環状線は、豊栄交通と共同運行

## 廃止路線
- 名鉄バスセンター - 今池 - 原 - 赤池駅 - 祐福寺 - 三好

1993年ごろに廃止
- 豊田市 - 越戸 - 西中金 - 足助 - 郡界橋 - 稲武
- 瀬戸駅前 - 豊田市 - 渡刈 - 東岡崎 - 岡崎駅前
- 星ヶ丘 - 梅森坂口 - 赤池駅 - 豊田市

2004年に赤池駅以西を廃止
- 米野木駅 - 名商大前 - 大井橋 - 浄水駅 - 豊田市
- 藤岡線
  - 豊田市 - 舞木 - 猿投神社前 - 飯野 - 木瀬・加茂丘高校前

西中山経由の木瀬、加茂丘高校前発着、緑化センター経由加茂丘高校前発着もあり
2008年3月31日で廃止し、とよたおいでんバスへ移行
- 名商大線
  - 星ヶ丘 - 梅森坂口 - 香久山 - 日進市役所 - 本米野木 - 名商大前

名古屋営業所と共同運行。2008年3月31日で廃止
- 空港特急バス 豊田・中部国際空港線
  - 豊田市 - 三河豊田駅前 - トヨタ本社前 - 豊田東インター北 - 中部国際空港

2011年7月31日で豊田東インター北停留所を廃止し、大林経由に変更
- 近距離高速バス 名古屋・豊田線
  - 名鉄バスセンター - 栄 - 東名日進 - 東名三好 - 東名豊田 - トヨタ元町工場前 - 豊田市 - 五ヶ丘ニュータウン

2004年に近距離高速バスの第三弾として、名鉄バスセンターから五ヶ丘ニュータウンまで運行開始。当初は伏見町・錦通本町には停車していなかったが、翌2005年より停車するようになった。その後、2011年には豊田市内の停車停留所を追加した。 2019年3月31日を持って豊田市 - 五ヶ丘ニュータウン間が廃止され、2020年3月31日には残りの名鉄バスセンター - 豊田市間も廃止された。 尚、クローズドドア制であったため、名鉄バスセンターから栄間と東名日進から豊田市・五ヶ丘ニュータウン間のそれぞれ相互区間での乗降はできなかった。
- 九久平線
  - 豊田市 - 神池町 - 松平橋 - 中垣内

2018年9月30日で廃止し、10月1日から新設されたとよたおいでんバス下山・豊田線の中垣内発着系統で代替
- 東山住宅線
  - 豊田市 - 高橋町 - 東山住宅

2018年9月30日で廃止し、10月1日から新設されたとよたおいでんバス豊田・渋谷線の東山地区を循環する系統で代替
- 祐福寺線
  - 赤池駅 - 白土 - 祐福寺

2001年に知立営業所に移管、一部を前後駅発着に延長
- 御蔵線
  - 足助 - 白鷺温泉口 - 岩屋堂風天洞 - 御蔵 - 月原（わちばら）

足助 - 御蔵の折り返し便あり
- 小渡足助線
  - 小渡 - 杉本 - 新盛 - 足助

現在はとよたおいでんバスにて足助病院まで延長運転
- 上明川線
  - 足助 - 二タ宮 - 上明川
- 根羽線
  - 稲武 - 夏焼 - 根羽

唯一長野県に乗り入れていた路線、現在は稲武バスに移管
- 押山線
  - 稲武 - 川手 - 押山

現在は稲武バスに移管
- 田口線
  - 稲武 - 田口

現在はおでかけ北設基幹バス稲武線に移管
- 日進線
  - 豊田市 - 新屋 - 諸輪 - 日進駅
  - 米野木駅→愛知池→諸輪→新屋→豊田市（末期は米野木駅発のみ）
- 押草団地線
  - 赤池駅 - 和合ヶ丘 - 御岳 - 白鳥 - 和合ヶ丘 - 赤池駅
  - 赤池駅 - 和合ヶ丘 - 御岳 - 白鳥 - 和合北口 - 日進駅
- 則定線
  - 足助 - 近岡 - 則定
- 三好ヶ丘団地循環線
  - 三好ヶ丘駅 - 桜公園 - 三好ヶ丘駅

現在はみよし市コミュニティバスの「さんさんバス」と三好ヶ丘ループバスが代替
- 三好線
  - 三好 - 福谷 - 三好ヶ丘駅 - 黒笹駅

現在は、みよし市コミュニティバスの「さんさんバス」が代替

## 車両
名鉄バスの車両は、2000年頃までは三菱ふそうトラック・バス製が原則であったが、当営業所では当時トヨタ自動車本社への通勤輸送を引き受けていたことから、トヨタ系列の日野自動車（ジェイ・バス）製の車両が多いという特徴がある。2010年頃までは、小型車の日野・ポンチョを除く日野車は当営業所のみに在籍していたが、その後は転属により他の営業所にも在籍するようになった。高速車の日野・セレガは、主に中部国際空港特急バスで使用される。
トヨタ自動車のお膝元の営業所であることから、日野やトヨタのハイブリッドバスや燃料電池バスの配置もあり、2009年12月には、名鉄バスでは初となる日野・ブルーリボンシティハイブリッドが当営業所に4台導入された。また2010年10月から2012年11月までは、トヨタ自動車からFCHV-BUSが貸与され、とよたおいでんバス豊田東環状線で使用された。
また、2015年1月から2019年3月まで、FCバスが藤岡・豊田線、豊田・渋谷線、土橋・豊田東環状線で運行された。愛称は「ミラノス」。
2015年頃から、とよたおいでんバス以外の一般路線車は新車・転入車ともに三菱車のみとなり、再び三菱車が増えた。しかし2017年に三菱ふそう・エアロミディMKの製造が打ち切られた結果、中型車を製造しているのがジェイ・バスのみとなったため、2019年以降は本営業所も含め、中型車を配置する営業所には日野・レインボーまたはいすゞ・エルガミオが導入されている。
現在運用車種
- 三菱ふそう・エアロスター 2代目

（ノンステ・ワンステ、PJ-MP系、QKG-MP38系/35系（後期)、2PG-/2KG-MP系（現行車種）
- 日野・ブルーリボンシティハイブリッド
  - (一部はとよたおいでんバス用)
- 日野・ブルーリボンII
- 日野・ブルーリボン(2代目)
- 日野・ブルーリボンハイブリッド
  - (一部はとよたおいでんバス用)
- いすゞ・エルガ（車番　4316）
- 日野・レインボー
- 日野・セレガ
- 三菱ふそう･エアロエース
- トヨタ・SORAおいでんバス用

以前使用していた車種
- トヨタ・TFCB - とよたおいでんバス用（元都営バスS-B101号車、2022年除籍）
- 三菱ふそう・エアロバス（全て廃車済）
- 三菱ふそう・エアロミディMK（全て他営業所に移籍済）
- 日野・ブルーリボンシティ（全て廃車済）
- 日野・ポンチョおいでんバス用（廃車済）
- 日野・レインボーII - （全て廃車済）

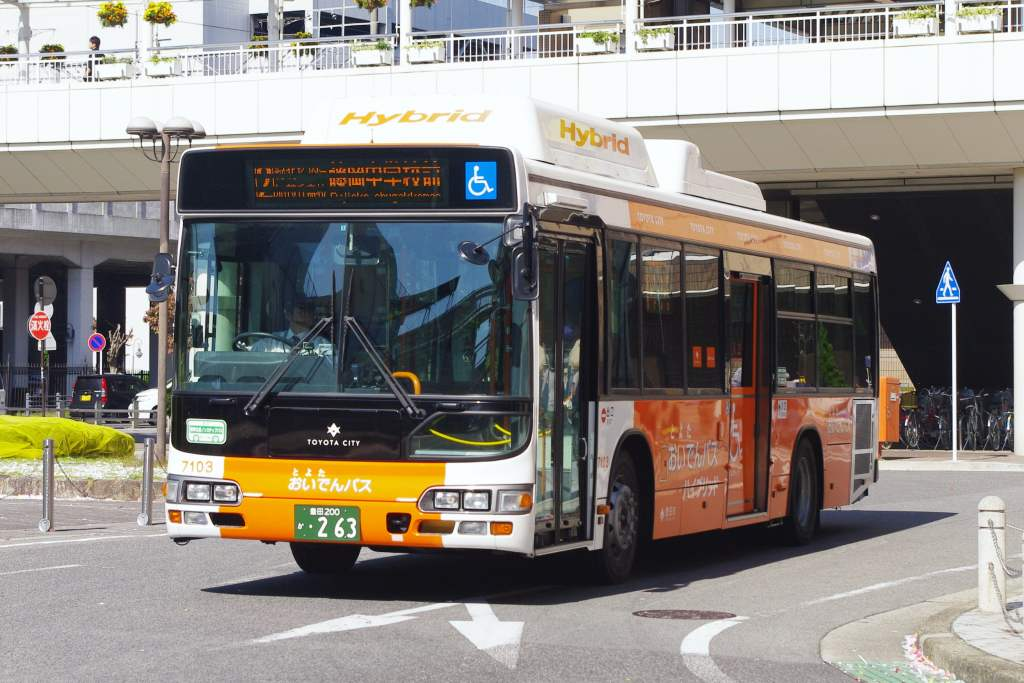
おいでんバス用のブルーリボンシティハイブリッド（7103）
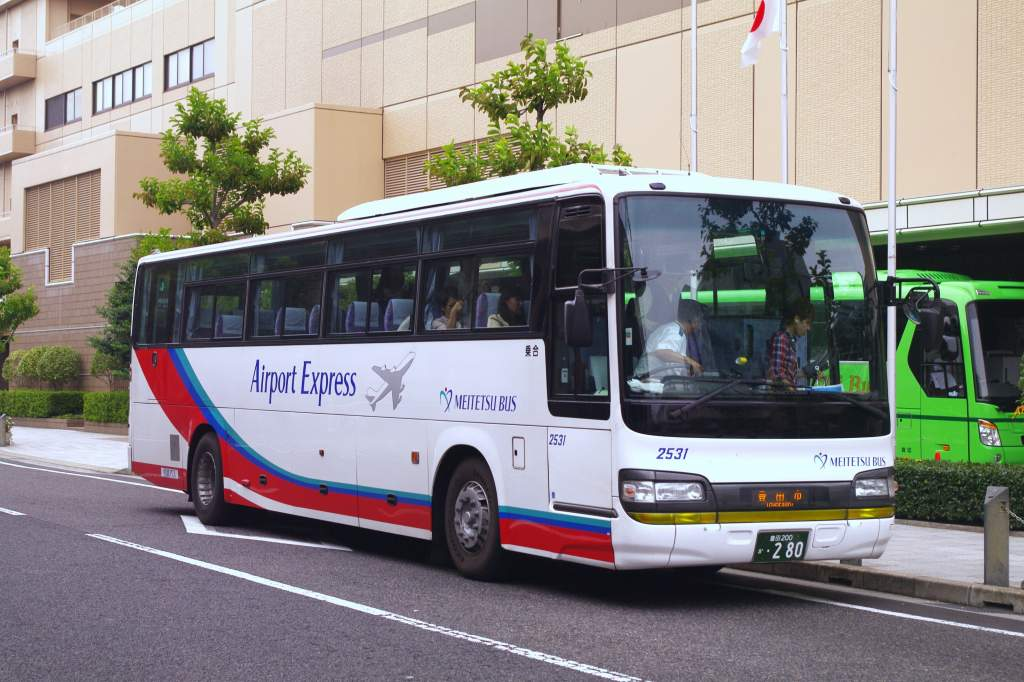
空港リムジン用のセレガR（2531）既に廃車済み
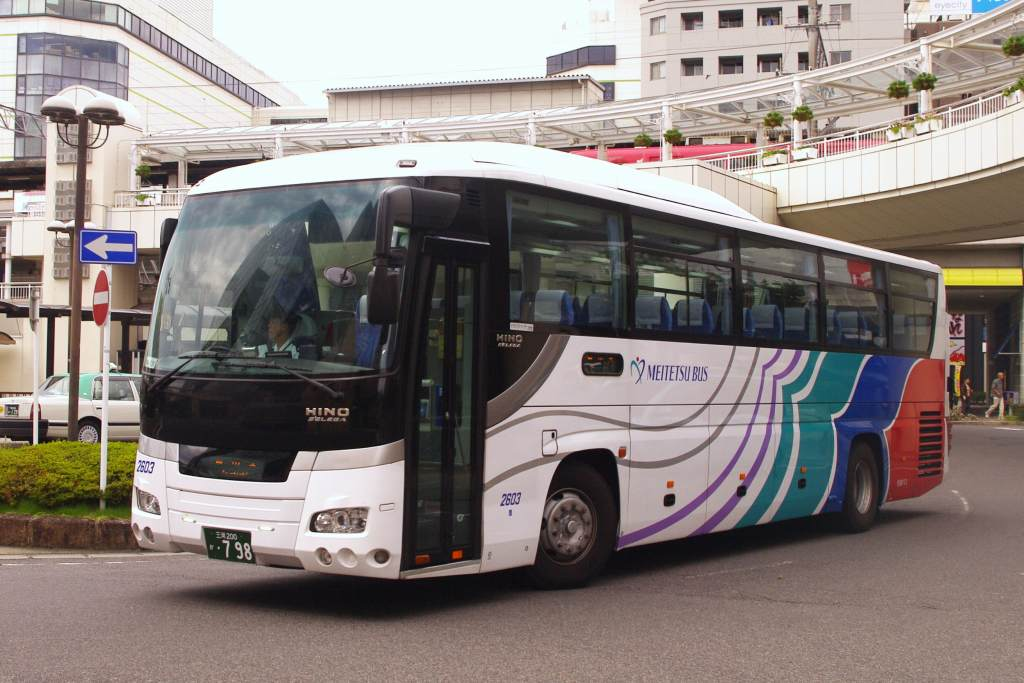
都市間高速バス 名古屋・豊田線用のセレガ（2603）
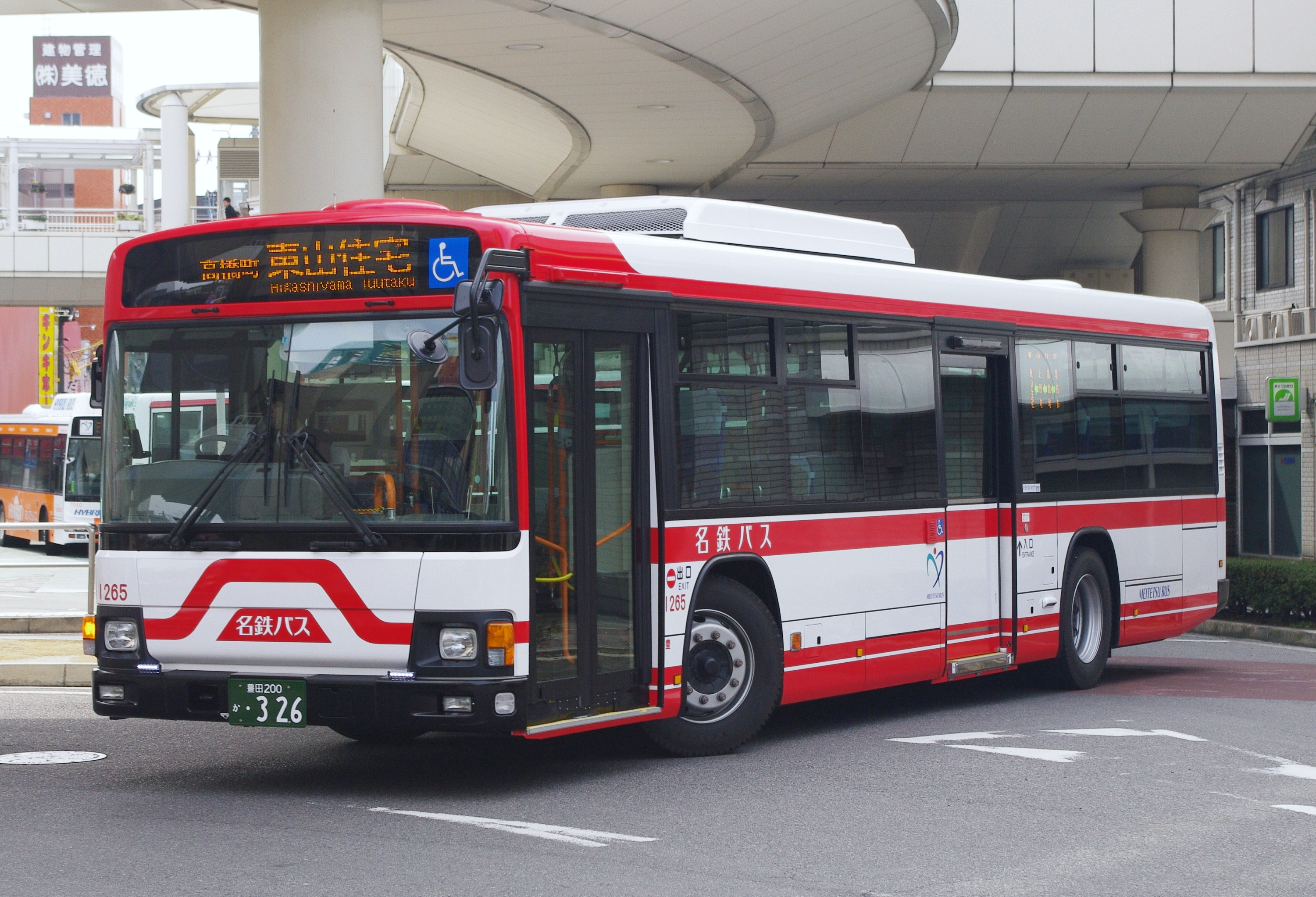
豊田営業所の所属車両ブルーリボンⅡ（1265）